# ГЕС Нам-У 2
ГЕС Нам-У 2 — гідроелектростанція у північно-західній частині Лаосу. Знаходячись між ГЕС Нам-У 3 (вище за течією) та ГЕС Нам-У 1, входить до складу каскаду на річці Нам-У, великій лівій притоці Меконгу (впадає до Південнокитайського моря на узбережжі В'єтнаму).
У межах проєкту річку перекрили бетонною греблею висотою 49 м та довжиною 300 м, яка утримує витягнуте по долині річки на 67 км водосховище з площею поверхні 15 км2 та об'ємом 122 млн м3. У ньому припустиме коливання рівня поверхні в операційному режимі між позначками 323 та 325 метрів НРМ, чому відповідає корисний об'єм у 25 млн м3. Такий незначний діапазон дозволяє здійснювати регулювання лише в добовому режимі, тоді як накопичення ресурсу відбувається у трьох верхніх водосховищах каскаду (станції 5, 6 та 7).
Основне обладнання ГЕС становлять три бульбові турбіни потужністю по 40 МВт, які при напорі у 15 (за іншими даними — 20) метрів забезпечують виробництво 484 млн кВт·год електроенергії на рік.
Проєкт реалізувало спільне підприємство китайської Synohydro (85 %) та місцевої державної Electricite Du Laos (15 %). За умовами угоди, після 29 років експлуатації китайський інвестор передасть об'єкт у повну власність Лаосу.